# IBM 1620 Modelo II
El IBM 1620 Modelo II (generalmente llamado sencillamente el Modelo II) era un implementación con arquitectura muy mejorada sobre el Modelo I original del ordenador científico IBM 1620.

## Características
A diferencia del anterior Modelo I, disponía de una ALU básica implementada en hardware para adición y sustracción, pero la multiplicación todavía funcionaba por una tabla de búsqueda almacenada en la memoria de núcleos magnéticos. La multiplicación utilizaba 200 posiciones en la tabla (dirección 00100..00299). En lugar de ser una opción adicional disponible como en el Modelo I, en el que la división por hardware utiliza un algoritmo por restas repetidas, una opción construida en Aritmética de punto flotante estaba disponible en opción, desarrollada en octal la E/S, las operaciones lógicas y los cambios de base desde/hacia instrucciones decimales.
Se liberó parcialmente la memoria de núcleos magnéticos (en dirección 00300..00399) al sustituir la tabla para la suma por hardware especializado, y fue utilizada para almacenar dos "bancos" seleccionables de siete registros índice de 5 dígitos.
La máquina de escribir de la consola fue reemplazado con una IBM eléctrica modelo Selectric  modificada, que podría escribir a 15.5 cps (una mejora del 55% sobre el Modelo I).
La memoria de núcleos magnéticos estaba completamente incluida en la propia unidad de memoria de la IBM 1625. El tiempo de ciclo de la memoria se redujo a la mitad comparado a la interna del Modelo I, pasando a 10 µs (por ejemplo la velocidad de ciclo fue aumentada a 100 kHz) al utilizar núcleos más rápidos. Una operación de Memory Address Register Storage (MARS o Almacenamiento de Registro de la Dirección de Memoria) en la memoria de núcleo para leer, borrar o escribir tomaba 1.5 µs, y cuando la operación es de escritura o borrado, al ser destructivas, era seguida de una operación de reescritura automática (pero no necesariamente inmediata) del mismo "registro(s)" durante el mismo periodo de 10 µs del ciclo de memoria.
La velocidad de reloj del procesador estaba también doblada a 2 MHz, la que era además dividida por 20 por un contador en anillo de 10 posiciones para proporcionar las señales de tiempos/control.
El mecanismo de carga/ejecución fue completamente rediseñado, optimizando las temporizaciones y dejando cargas parciales cuándo los campos P y Q no los necesitaban. Las instrucciones tardaban 1, 4, o 6 ciclos de Memoria (10 µs, 40 µs o 60 µs) para la carga de la instrucción y un número variable de ciclos de memoria para la ejecución. El direccionamiento Indirecto añadía 3 ciclos de memoria (30 µs) por cada nivel de indirection. El direccionamiento Indexado añadía 5 ciclos de memoria (50 µs) por cada nivel de indexación. El direccionamiento Indirecto e el indexado podría ser combinados en cualquier nivel de indirection o indexación.

## Aritmética no decimal
A diferencia del Modelo I, la adición y la sustracción estaban ahora plenamente implementados en hardware, así que cambiar la tabla en la memoria no podría ser usado para "burlar" al sistema y cambiar la base de la aritmética. Aun así disponía de características especiales opcionales por hardware, para trabajar en octal con operaciones de entrada/salida, operaciones lógicas y de conversión de base desde/hacia decimal. Esto hizo al Modelo II muy práctico para aplicaciones que necesitaban manipular datos formateados en octal desde otros ordenadores (por ejemplo el IBM 7090).
Bases diferentes a 8 y 10 no estaban soportadas.

## Procedimientos operativos

### Consola superior
- Puertas de Control – 60 lámparas
- Entrada-Salida – 35 lámparas
- Ciclo Inst & Exec – 15 lámparas
- Registro de operación – 25 lámparas
- Memoria Buffer Registro – 30 lámparas
- Registro de dirección de memoria – 25 lámparas
- Selector de Visualización del Registro de dirección de memoria – mando rotativo de 12 posiciones

### Consola inferior
- Parada de emergencia – Pulsador
- Lámparas e interruptores de cambio de estado/Condición de control – 15 lámparas y 5 interruptores
- Interruptores de programa – 4 interruptores de cambios
- Luces de operador de la consola/cambios – 13 luces, 1 interruptor de cambio y 12 botones